# Sphecodes fortior
Sphecodes fortior är en biart som beskrevs av Cockerell 1898. Sphecodes fortior ingår i släktet blodbin, och familjen vägbin. Inga underarter finns listade i Catalogue of Life.